# Heidi Ilustre
 (novembre 2012).
Heidi Ilustre  (née le 12 décembre 1977 à Carson) est une joueuse de beach-volley philippine.

## Biographie
Elle a grandi en Californie du Sud, et a commencé à jouer au volley à huit ans. Elle a un frère ainé et une sœur cadette qui pratiquent aussi le volley.
Elle mesure 1,79 m et pèse 60 kg.
De 2001 à la mi-2006, Illustre a joué tous ses matchs avec Tanya Fuamatu-Anderson avant de faire équipe avec Diane Pascua, une beach volleyeuse des Philippines. C'est avec cette dernière qu'elle a remporté une médaille de bronze aux Jeux d'Asie du Sud-Est aux Philippines en décembre 2005. Les deux joueuses représentaient alors le pays hôte, les Philippines.